# Râul Ulma
Râul Ulma (în ucraineană Ульма, transliterat: Ulma) este un curs de apă, afluent al râului Suceava. Râul izvorăște în Ucraina și se varsă în râul Suceava în localitatea Ulma.

## Hărți
- Harta județului Suceava